# Elf Söhne
Elf Söhne ist eine Erzählung von Franz Kafka, die 1916 entstand und 1920 im Rahmen des Bandes Ein Landarzt erschien. Sie stellt die Klage eines mit seinen elf Söhnen unzufriedenen Vaters dar.

## Zusammenfassung
Ein Vater beschreibt seine elf Söhne. An jedem Sohn findet er Mängel. Es ist kein undifferenziertes Nörgeln. Er betrachtet jeden Sohn in seiner Gesamtheit mit guten und schlechten Eigenschaften. Aber immer überwiegt dann seine negative Sicht. Auch scheinbar Positives wie Schönheit, Ernsthaftigkeit, Umgänglichkeit, Tiefsinnigkeit mündet in der Einschätzung des Vaters ins Negative. Nur von einem, dem siebten Sohn, wünscht er sich Nachkommen. Es bleibt unbestimmt, warum gerade von diesem, von dem er doch meint, dass dieser das Rad der Zukunft nicht ins Rollen bringen wird. Im Übrigen glaubt der Vater auch nicht daran, dass dies geschehen wird.
Diese Bemerkung des Vaters verrät zwar etwas über den Wunsch, gerade von diesem Sohn viele Kinder und Kindeskinder in dieser Welt vorzufinden. Aber es wird nicht erläutert, warum er gerade ihn als „aufmunternd und hoffnungsreich“ sieht und nicht einen der – zumindest teilweise – als viel prächtiger geschilderten Brüder.
Im Blick des schwachen elften Sohnes liest er eine unheilvolle Botschaft, die zur Zerstörung der Familie führen könnte.

## Form
Das Prosastück besteht aus einem lamentierenden Monolog eines Vaters, der sowohl offen als auch subtil klagt. Im letzten Absatz ergibt sich dann ein scheinbarer Dialog mit dem elften Sohn; aber es sind nur aus Blicken abgeleitete Mutmaßungen.
Auch im Andersen-Märchen Die wilden Schwäne treten elf Söhne auf.

## Biografischer Hintergrund
Das Motiv des mit seinem Sohn bzw. hier mit seinen Söhnen unzufriedenen Vaters taucht bei Kafka vielfach auf. Es kommt offensichtlich aus der eigenen Familiengeschichte.
Diese Erzählung ist eine Reflexion auf Kafkas eigenes Dasein als Sohn gegenüber einem Vater, dessen Zustimmung er nie erringen konnte. Diese Thematik wird weiter ausführlich in der Erzählung Das Urteil und im Brief an den Vater dargestellt. Gerade auch im Urteil findet man die ähnlich seltsame Wendung, dass der Vater unverständlicherweise nicht den erfolgreichen Sohn, sondern einen fernen Sonderling bevorzugt.
Die Beschreibung der Söhne umfasst männliche, weibliche und geschlechtsneutrale kodierte Eigenschaften wie „unansehnlich“, „schön“, „schlank und wohlgebaut“, „die Schönheit eines Sängers“, „viel zu groß für sein Alter“, „lieb und gut“, „in der Knochenbildung irgendwie geschrumpft“, „elegant“ und „süß“. Keiner dieser Söhne entspricht dem jüdischen, aber auch keiner dem nichtjüdischen Mannesideal. Insofern wird Bezug genommen auf Kafkas Situation als deutschsprachiger Jude in der Donaumonarchie.
Es gibt den Hinweis, dass hier auch eine Allegorie oder ein Rätsel des literarischen Textes in der Form vorliegt, dass jede Sohnesbeschreibung auf eine bestimmte Erzählung aus Kafkas Landarztband abzielt. Max Brod erinnert sich an Kafkas eigene Worte, wonach es „ganz einfach elf Geschichten sind, an denen ich jetzt gerade arbeite.“ So entspricht der zweite Sohn der Legende Vor dem Gesetz. Der achte Sohn entspricht der Erzählung Der Kübelreiter.
Eine ähnliche Darstellung eines literarischen Rätsels findet sich in der Erzählung Ein Besuch im Bergwerk. Sie ist dadurch ähnlich, dass jeweils elf Personen beschrieben werden und sich so eine Assoziation zwischen den Söhnen und den dort geschilderten jungen Ingenieuren einstellt.
Kafka hat sein Schreiben immer wieder in bildliche Zusammenhänge mit dem Zeugungsprozess, der Schwangerschaft, dem Geburtsvorgang und dem Erwachsenwerden eines Säuglings gebracht. Bei der gedanklichen Verbindung von Söhnen und literarischem Schaffen sieht man Kafka seinen Werken gegenüber in der Vaterrolle. Und ähnlich wie der Vater in der vorliegenden Erzählung mit den Söhnen vielfach unzufrieden ist, ist Kafka gegenüber seinen Werken äußerst kritisch und er wollte nur wenige zur Veröffentlichung und für die Nachwelt bestehen lassen. Die Elf Söhne waren eines davon.
Kafka erlebte erfreut, dass der Vortragskünstler Ludwig Hardt dieses Stück als besonders geeignet für seine Rezitationen ansah und es neben Werken damals wesentlich bekannterer Schriftsteller wie Christian Morgenstern, Detlev von Liliencron und Heinrich Heine mit in seine Vortragsabende aufnahm.

## Zitate
- „Der dritte Sohn ist gleichfalls schön, aber es ist nicht die Schönheit, die mir gefällt.“
- „Der fünfte Sohn ist lieb und gut; versprach viel weniger, als er hielt;“
- „Mein achter Sohn ist mein Schmerzenskind, und ich weiß nicht warum.“
- „Sohn: ‚Ich werde dich mitnehmen, Vater‘. Vater: ‚Du wärst der Letzte, dem ich mich vertraue.‘ Sohn: ‚Mag ich also wenigstens der Letzte sein‘.“

## Rezeption
- Alt (S. 511) betont, dass die Beschreibung der Körper der Söhne eine „Allegorie des literarischen Textes“ ist, „dessen Bedeutung eine Form der Selbstreflexion erzeugt“. Wie auch bei den anderen Landarzt-Stücken herrsche hier eine „Leitstruktur des nichtpsychologischen Erzählens“, unter anderem greifbar im „Verzicht auf analytischen Realismus“.
- Stach (S. 439) sieht in dem Prosastück einen rhetorischen Rätseltext ohne äußere Handlung und ohne Botschaft, das ganz von der Sprache geprägt ist, woraus sich die besondere Eignung für die Rezitation ergibt.
- v.Jagow, Lorenz (S. 371): Die Beschreibung der jungen Männer umfasst männliche, weibliche und geschlechtsneutral codierte Eigenschaften … Keiner dieser Söhne entspricht dem jüdischen oder nichtjüdischen Mannesideal, keiner erfreut sich der ungeteilten Zustimmung des fiktiven Vaters. Die Trennungslinien zwischen den Geschlechtern fluktuieren bei Kafka in Texten aller Schaffensperioden wie auch die zwischen Mensch und Tier.

## Ausgaben
- Franz Kafka: Sämtliche Erzählungen. Paul Raabe. Fischer-Taschenbuch-Verlag, 1970, ISBN 3-596-21078-X.
- Franz Kafka Die Erzählungen. Herausgegeben von Roger Herms, Originalfassung. Fischer Verlag, 1997, ISBN 3-596-13270-3.
- Franz Kafka: Drucke zu Lebzeiten. Herausgegeben von Wolf Kittler, Hans-Gerd Koch und Gerhard Neumann. Fischer Verlag, Frankfurt/Main 1996, S. 284–292.

## Sekundärliteratur
- Peter-André Alt: Franz Kafka: Der ewige Sohn. Eine Biographie. Verlag C.H. Beck, 2005, ISBN 3-406-53441-4.
- Reiner Stach: Kafka. Die Jahre der Erkenntnis. S. Fischer Verlag, 2008, ISBN 978-3-10-075119-5.
- Kindlers Neues Literaturlexikon. 1990, ISBN 3-463-43009-6.
- Bettina von Jagow, Oliver Jahraus: Kafka-Handbuch Leben–Werk–Wirkung. Vandenhoeck & Ruprecht, 2008, ISBN 978-3-525-20852-6, Beitrag Dagmar C. Lorenz.
- Joachim Unseld: Franz Kafka Ein Schriftstellerleben. Carl Hanser Verlag, 1982, ISBN 3-446-13568-5 Ln.

## Theater
- Elf Söhne. Erzähltheater/Schauspiel mit Objekten. Pete Belcher. Wien, Uraufführung November 2005